# 庫欣 (內布拉斯加州)
庫欣（英語：Cushing）是位於美國內布拉斯加州霍華德縣的村。

## 人口
根據2020年美國人口普查的數據，庫欣的面積為0.80平方千米，皆為陸地。當地共有人口37人，而人口密度為每平方千米46人。